# Madalag, Aklan
Madalag là một đô thị hạng 4 ở tỉnh Aklan, Philippines. Theo điều tra dân số năm 2015, đô thị này có dân số 18.389 người trong.

## Các khu phố (barangay)
Madalag được chia thành 25 khu phố (barangay).
| - Alaminos - Alas-as - Bacyang - Balactasan - Cabangahan - Cabilawan - Catabana - Dit-Ana - Galicia - Guinatu-an - Logohon - Mamba - Maria Cristina | - Medina - Mercedes - Napnot - Pang-Itan - Paningayan - Panipiason - Poblacion - San Jose - Singay - Talangban - Talimagao - Tigbawan |